# Alessandro Portis
Pour les articles homonymes, voir Portis.
Alessandro Portis, né à Turin le 17 janvier 1853 et mort le 21 décembre 1931  dans cette même ville, est un géologue et paléontologue italien.